# Retaule de Vallmoll
El Retaule de Vallmoll va ser creat cap al 1450 per a l'església de Santa Maria de Vallmoll (Alt Camp) i és obra de Jaume Huguet. És una de les primeres obres de l'autor. Va ser realitzat seguint la tècnica de tremp d'ou amb relleus d'estuc i daurat amb pa d'or sobre taula.
De l'estructura del retaule només se'n conserven només tres taules: la taula central del retaule al Museu Nacional d'Art de Catalunya, l'Anunciació al Museu Diocesà de Tarragona i la predel·la amb un Plany sobre el cos de Crist al Louvre. En aquesta obra palesa la influència de l'escola dels primitius flamencs adquirida pel contacte amb Lluís Dalmau, un pintor format al taller de Jan van Eyck.

## Dades de context

### L'autor
Jaume Huguet (Valls 1412 - Barcelona 1492) fou un pintor gòtic català amb un estil que va evolucionar del gòtic internacional cap a les innovacions incorporades des de la pintura flamenca. Es va formar entre València, Tarragona i Barcelona, si bé no es descarta que pogués haver visitat Sardenya o Nàpols, que aleshores formaven part de la Corona d'Aragó. Va desenvolupar la seva màxima activitat a Barcelona a partir de 1448. Hi va crear un taller que pràcticament va monopolitzar la realització de retaules a Catalunya durant la segona meitat del segle xv, un cop morts Bernat Martorell i Lluís Dalmau. El seu taller va incorporar els seus deixebles i també membres de la família Vergós amb qui va mantenir una estreta relació personal i que són considerats coautors d'aquest retaule. Una part important de la seva obra s'ha perdut en revoltes que han destruït les esglésies que les contenien i la majoria d'obres conservades són panells de retaules que han estat desmuntats.

### L'estil
Probablement es tracta de la primera obra d'Huguet i destaca la influència de l'escola dels primitius flamencs.
En aquest període varen aparèixer a València les modernes tendències de l'època, la influència del realisme dels primitius flamencs, especialment de l'escola pictòrica de Jan van Eyck, autor de moda a la Corona d'Aragó gràcies a la mà de Lluís Dalmau, que venen a produir una evolució dels artistes educats en el gòtic internacional. Es pot suposar que Jaume Huguet va assimilar aquestes noves formes arribades del comtat de Flandes a València abans que Lluís Dalmau marxés a Barcelona l'any 1445, any de l'arribada de Jaume Huguet.
La composició i bona part dels detalls de la taula central són presents a la Mare de Déu dels Consellers de Dalmau i la taula de l'Anunciació té moltes coincidències iconogràfiques amb L'Anunciació de Jan van Eyck. Amb tot, Huguet no tornarà a repetir semblances tan grans amb els flamencs, sinó que adaptarà el realisme del nord, que no havia vist mai directament, a la seva pròpia forma compositiva creant la seva pròpia escola.

## Història
S'ha atribuït tradicionalment a l'etapa tarragonina de Jaume Huguet, anterior a 1448. Es desconeix en quin moment es va desmuntar el retaule així com el destí de la resta de taules.
La taula central va formar part de la col·lecció Muntadas fins al 1956 en què va passar a formar part dels fons del MNAC.
La taula de l'Anunciació va ingressar al Museu Diocesà de Tarragona el 1915. Totes dues han estat contínuament relacionades amb l'estil de Jaume Huguet, fins a arribar a considerar-les com el punt de partida més clar de la producció huguetiana i l'obra culminant del període jove, tarragoní, d'aquest artista, sota la influència de Lluís Dalmau.
Pel que fa al Plany sobre el Cos de Crist del Louvre, la seva procedència està documentada des de 1837 quan el baró de Taylor, un dels viatgers hispanòfils del romanticisme, la comprà a Espanya per a la seva col·lecció, d'on va passar a la col·lecció de Lluís Felip I de França, fins que va ser traspassat al Louvre el 1850.

## Mare de Déu amb Nen
L'advocació de l'església de Santa Maria de Vallmoll a la Mare de Déu explica que la figura central de l'antic retaule gòtic fos ocupat per l'escena de Maria entronitzada en sedes sapientiae -amb el Nen sobre els seus genolls-, acompanyada d'àngels músics i oferents. L'obra evoca un estil eyckià a partir de la influència directa de Lluís Dalmau. La composició i bona part dels detalls de la Mare de Déu dels Consellers són presents en aquesta obra. La túnica, el cinturó o el brodat amb pedreria de l'orla del seu mantell, en són còpies exactes.
L'ambientació de l'espai és més austera a la imatge de Vallmoll i s'ha reduït a la part ocupada del setial de fusta tallada. Si a l'obra dels Consellers la visió del fons descrivia un paisatge que emmarcava l'escena interior amb tots els personatges, en aquesta taula el fons és daurat amb un relleu de decoració fitomòrfic, amb menys virtuosisme.
El tron és de fusta amb riques traceries gòtiques a la part alta. Simula formar una fornícula de nervadures gòtiques rematades per una clau de volta amb la creu de Sant Jordi. Els braços estan ricament tallats amb una fulla d'acant i un ancià llegint.

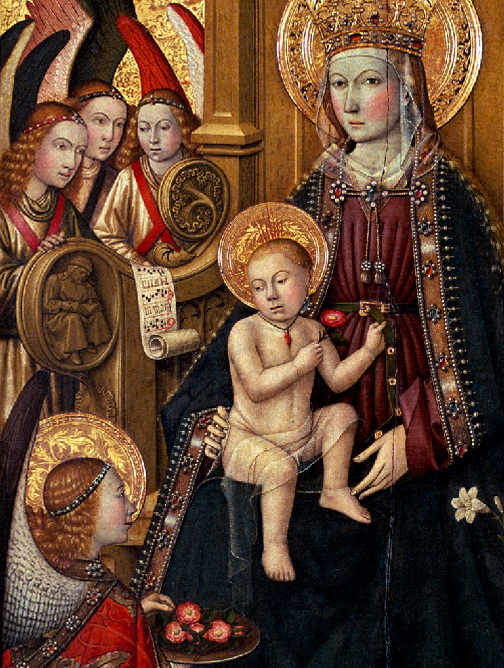
Les roses, símbol de castedat, arriben a la Mare de Déu amb la intercessió del Nen Jesús. Els tres personatges formen una línia recta davant la mirada dels àngels cantors.

Darrere del tron se situen sis àngels, tres músics al costat dret i tres cantors a l'esquerre; en primer pla, davant la Mare de Déu, hi ha altres dos àngels agenollats, que estan oferint respectivament un lliri blanc i una safata de roses.
El lliri va ser freqüent a la iconografia mariana de l'època com la flor que representa la castedat i la virginitat, considerada com un atribut de Maria pel monjo Beda. La simbologia sobre la puresa de Maria prové de sant Bernat qui va escriure: "Maria és la violeta de la humilitat, el lliri de la castedat, la rosa de la caritat i la glòria i l'esplendor dels Cels".
El Nen, que porta al coll un penjoll de corall vermell anunci del sacrifici, en pren una rosa per lliurar-la a la seva mare. L'autor fa servir aquesta simbologia en què les ofrenes dels àngels van dirigides al Nen, i aquest les trasllada posteriorment a Maria per simbolitzar el do de la castedat atorgat per Jesucrist, segons la interpretació de Raban Maur a la seva Allegoria in Sacram Scripturam on relaciona la rosa amb el "roser de Jericó" del llibre de l'Eclesiàstic: "He crescut com les palmeres a Engadi, com els tanys de roses a Jericó".［Sir 24:14］
A la iconografia més comuna, la rosa apareix a les mans de Maria. Són menys freqüents les representacions en què, com en el cas del Retaule de Vallmoll, és el Nen qui la hi ofereix.
L'escena central apareix rodejada per la imatge de quatre profetes situats als muntants. Van abillats amb llargues vestimentes, amb turbants d'estil flamenc, i folres o adorns d'ermini. Porten estesos els filacteris que els identifiquen: P[RO]FETA MOYSES, PROFETA DANIEL ISSAYES P[RO]FETA, i PRHOFETA DAVID, que tot i no no lluir atributs reials porta les vestidures més riques.
El paviment reprodueix taulers bescuitats que alternen amb ceràmica blava de Manises de mitjan segle xv. A la de l'extrem dret es llegeix, dins d'un filacteri semienrotllat, [BAR]CELONA CI[VITAS], que podria ser una indicació de la ciutat on es va fer la pintura.

## Anunciació

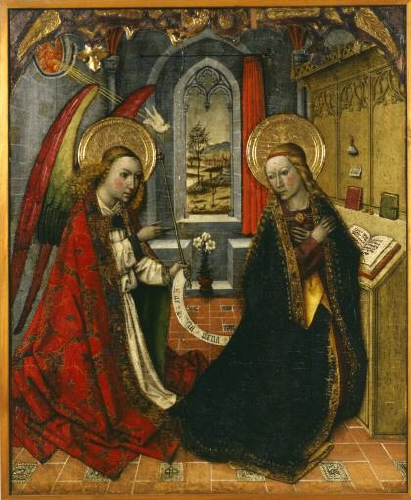
L'Anunciació de Vallmoll (99 × 77,5 cm)

Es representa el tema de l'Anunciació, l'aparició de l'arcàngel Gabriel per comunicar a la Verge Maria que seria mare de Jesús, encara que no hagués tingut relacions sexuals, sinó que concebria un fill per obra de l'Esperit Sant. Ha esdevingut una escena clàssica per a l'art europeu.
La primera versió de la història apareix a l'evangeli de Sant Lluc ［Lc 1:26-38］. També apareix l'escena als evangelis apòcrifs i a l'Alcorà.
A la taula de l'Anunciació que es conserva al Museu Diocesà de Tarragona s'accentua encara mes la influència flamenca de l'autor, especialment evident comparant aquesta pintura amb L'Anunciació de Jan van Eyck, amb la qual guarda moltes similituds.
L'escena es desenvolupa en una sala gòtica, un espai privat captat com si la sala fos oberta, com si tingués tres parets. Aquesta composició ja havia estat utilitzada per Rogier van der Weyden al Tríptic de Mérode el 1428. La sala no és una cambra amb llit com es pot apreciar a altres obres contemporànies, i l'únic mobiliari és un pupitre de fusta amb traceries gòtiques, inclinat com un faristol per a facilitar la lectura.
Al fons, una finestra gòtica amb festejador mostra un paisatge que aparentment és la ciutat de Barcelona que es configura davant el turó del Carmel, tal com apareix a la vista el segle xvi, conservada a l'Arxiu Històric de la Ciutat, i a altres posteriors. Aquesta vista, presa del vessant de Montjuïc, ofereix en primer terme el camí zigzaguejant que baixava de la muntanya. A la paret de la banda esquerra de l'observador hi ha un òcul a la part alta que forma part del simbolisme de l'escena.
El paviment, amb unes rajoles que ajuden a construir la perspectiva, mostra temes habituals en la ceràmica valenciana del moment.

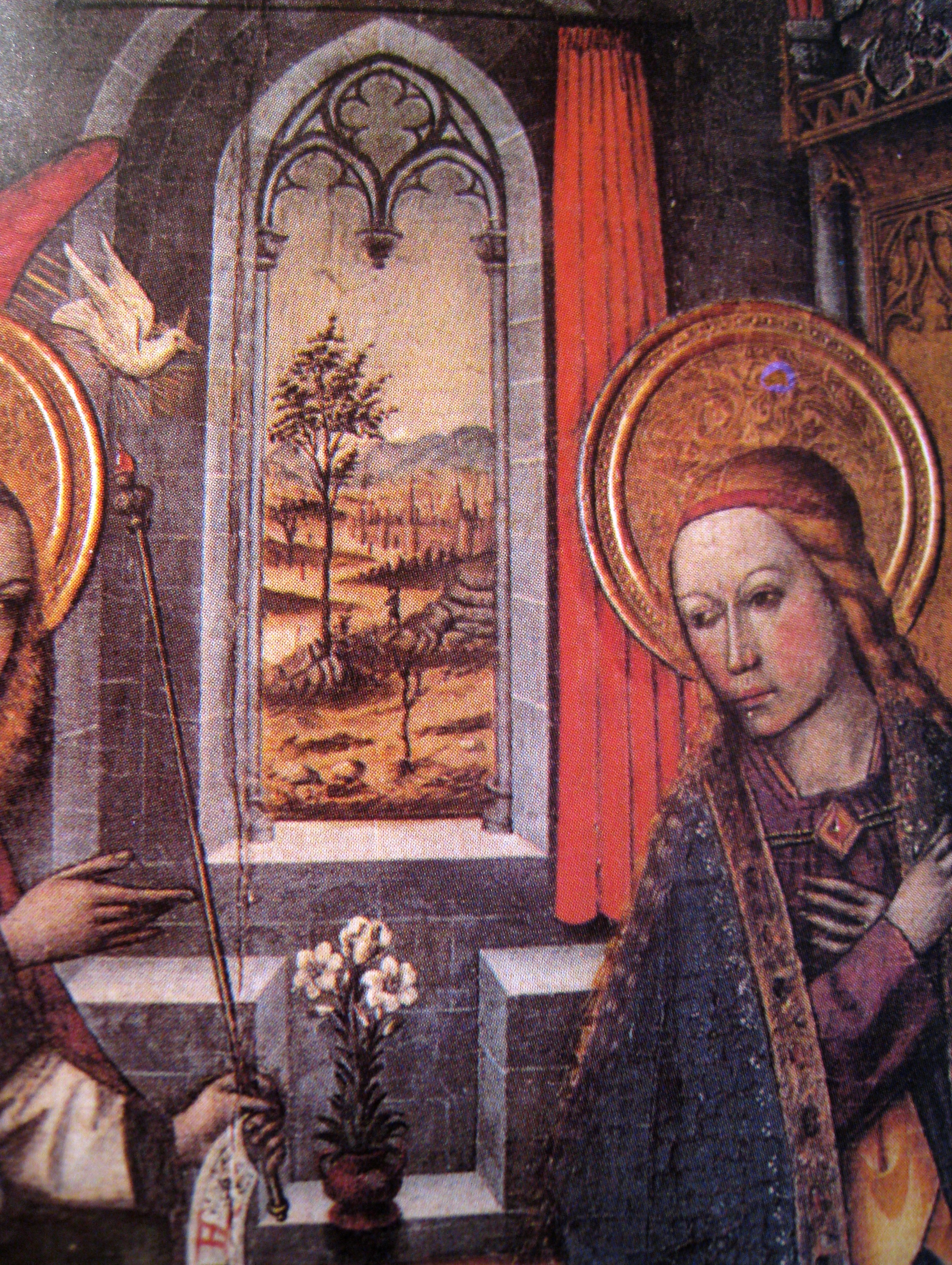
Paisatge i lliris

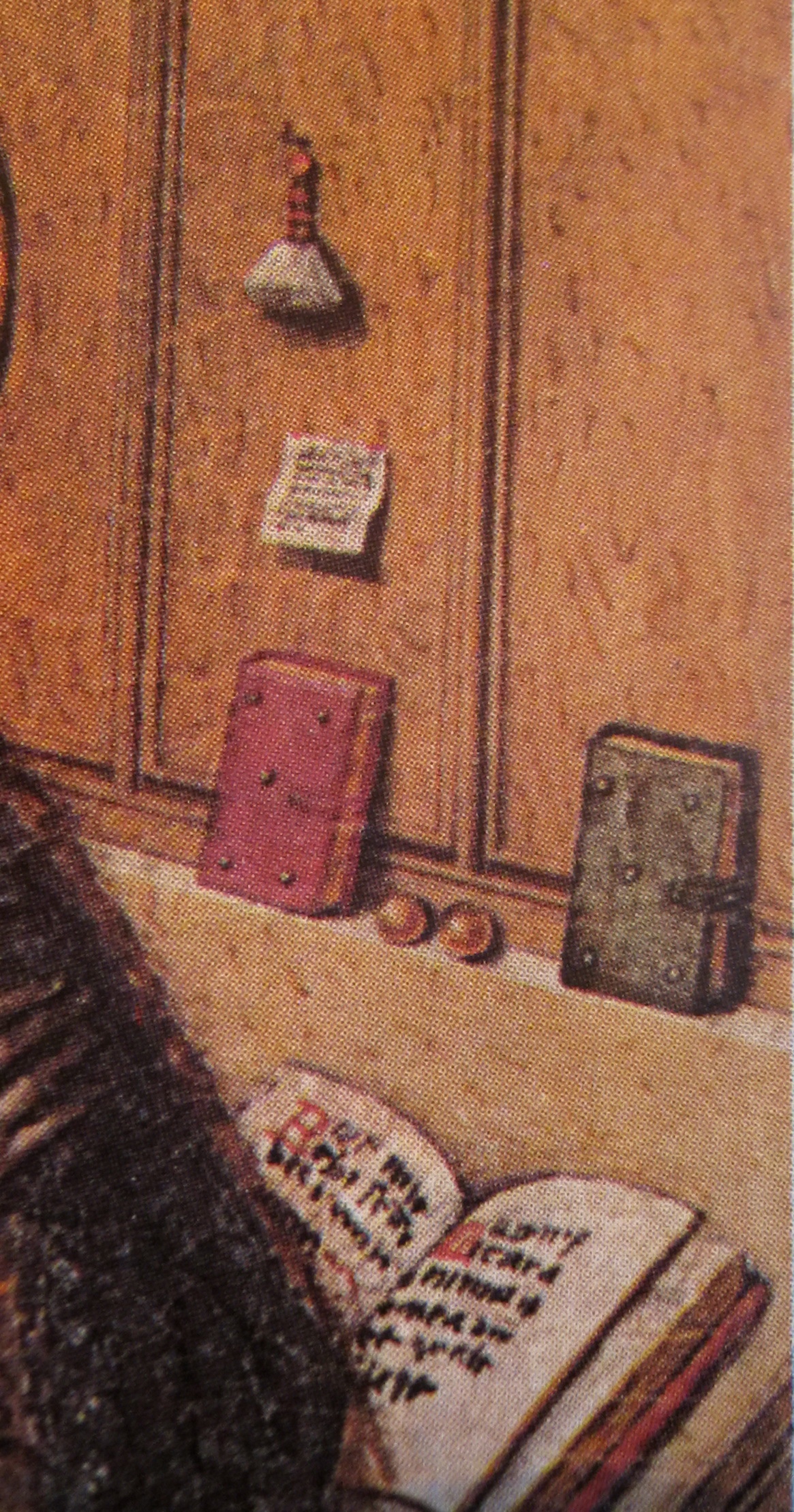
Objectes al pupitre

Pel que fa als personatges, l'Arcàngel Gabriel apareix davant la Mare de Déu amb l'habitual dalmàtica blanca, coberta per una capa pluvial de brocat vermell amb les bandes brodades. L'estat actual de la pintura no permet identificar amb claredat les santes i els sants dels brodats. Porta a la mà esquerra el ceptre, símbol del poder conferit per Déu per anunciar la futura concepció de Jesús.
Maria vesteix un elegant i ric mantell de color blau, color habitualment vinculat amb la reialesa però també amb el cel, brodat amb un fistó d'or i pedres. Té una posició indefinida, amb el seu cos està arquejat no queda car si està asseguda i si fa una petita genuflexió.
L'arcàngel Gabriel s'adreça a Maria i li transmet el missatge mitjançant el filacteri amb la salutació «AVE GRATIA PLENA» (Déu te guard, plena de la gràcia),［Lluc 1:28］ mentre assenyala amb la mà dreta la Mare de Déu. Ella es gira i creua els braços sobre el seu pit amb gest de sorpresa. A la dreta de la imatge, sobre el pupitre, un llibre obert que ha deixat de llegir, es fa servir per transmetre les seves frases d'acceptació, «FIAT MICH I S[E]C[U]ND[UM] VERBUM TUUM» (que es compleixin en mi les teves paraules),［Lluc 1:38］ i d'alegria, «MAGNIFICAT ANIMAM (sic) MEA D[OMI]NI (sic) ET EXALTAVIT (sic)» (La meva ànima magnifica el Senyor, el meu esperit celebra..).［Lluc 1:46-47］
Per l'òcul de l'angle superior esquerre apareix el rostre de Déu Pare envoltat d'àngels. Sosté a la mà el globus mundi mentre beneeix amb la mà dreta. El color vermell d'aquesta representació s'ha identificat com un símbol de puresa, «el foc de l'esbarzer que crema»,［Ex 3:2］ tan freqüent en els temes marians. Déu es mostra en l'enviament del colom, símbol de l'Esperit Sant irradiant uns feixos de llum en presència de Maria què representen els set dons de l'Esperit Sant.

### Iconografia
A les escenes de l'Anunciació són freqüents els elements iconogràfics que fan al·lusió a la puresa de Maria. En aquesta taula s'observen els habituals lliris blancs dins un gerro. Es representen tres lliris en al·lusió a la triple virginitat de Maria — abans, durant i després del part —, descrita als textos d'Albert el Gran: Liliis pluraliter, quia fuit Virgo ante partum, et in partu, et post partu. El gerro està situat al costat de la finestra, una ubicació que situa visualment les flors entre l'arcàngel i la Mare de Déu, com si es tractés d'una barrera. Aquest missatge es reforça amb la imatge de la ciutat emmurallada que es contempla des de la finestra, la civitas Dei esmentada als Salms.［Ps 86:3］

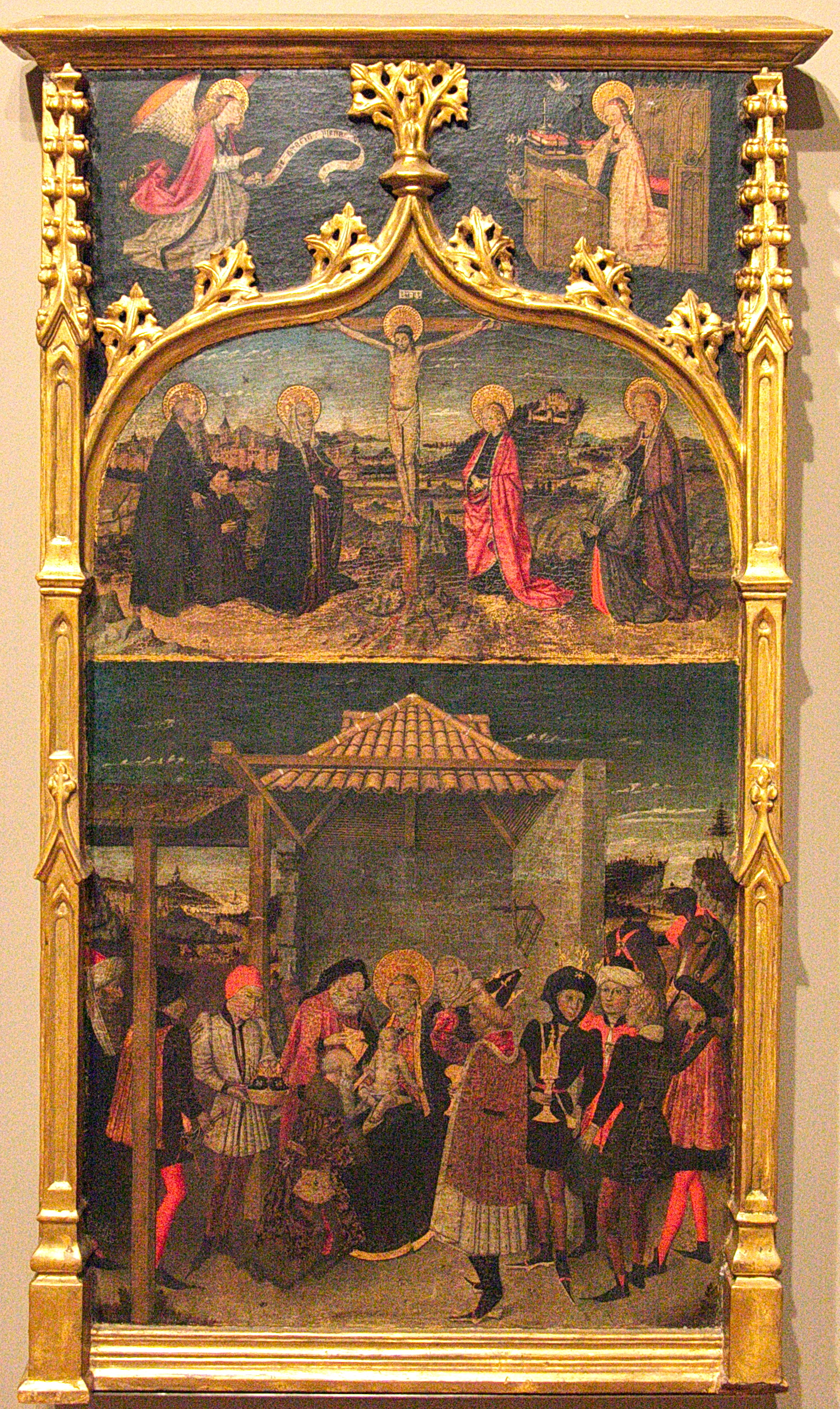
Retaule de l'Epifania, d'Huguet

La resta d'objectes de l'estança són freqüents a la pintura flamenca. Els dos llibres tancats al·ludeixen a l'Antic Testament (el que està folrat de vermell, color de secretisme) i a la Nova Llei (amb tapes verdes, color de vida, regeneració i esperança). Entre aquests, les dues fruites serien respectivament el fruit del paradís perdut i la promesa del fruit del paradís recobrat, en una interpretació paral·lela a la qual fa Panofsky de les fruites que Jan Van Eyck col·loca a l'ampit de les finestres al Matrimoni Arnolfini o a la Mare de Déu de Lucca. El paper enganxat amb gotes de lacre resulta inintel·ligible, potser a causa de les successives restauracions que ha sofert la taula. Encara més curiós és l'objecte penjat —probable al·lusió al velló de Gedeó—, miraculosament impregnat de rosada com a signe diví davant la incredulitat de Gedeó.［Jt 6:36-40］ Segons Panofsky, aquest símbol està present també al capçal del llit dels Arnolfini.
Aquesta gran quantitat de característiques comunes amb la pintura flamenca i la seva iconografia es pot observar a la taula de l'Anunciació del Retaule del Conestable, si bé no és massa habitual a la resta de la seva obra. S'ha considerat que la influència dels flamencs no va evolucionar a més, en part, pels contactes de l'artista amb l'art italià i, sobretot, pel manteniment de tradicions locals fruit de l'adaptació al gust de la clientela. Tampoc es tornen a trobar a la seva pintura altres aspectes estilístics com ara els plecs excessivament durs; les mans, que vistes en posició frontal apareixen inflades i amb els dits molt separats, o la marcada línia de dibuix que delimita els contorns i repercuteix negativament en l'obtenció del volum, uns trets que s'aprecien al Retaule de Vallmoll i, en menys grau, en el Retaule de l'Epifania del Museu Episcopal de Vic. Entre aquestes dues obres es poden trobar elements quasi reproduïts de l'una en l'altra com el vestit de la Mare de Déu i el paisatge de fons que s'observa per la finestra gòtica de l'Anunciació i al fons del Calvari de la taula de Vic. Tots dos reprodueixen, com si fos Jerusalem, la mateixa ciutat -Barcelona-, presa des del pla en aquest segon cas, en un punt que permet contemplar el recinte emmurallat amb les torres de les esglésies i amb el mateix Montjuïc amb la fortalesa coronant el cim.

## Plany sobre el Cos de Crist

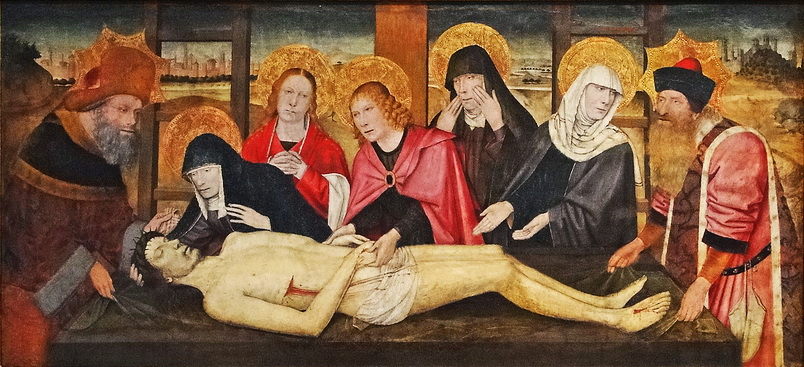
La predel·la de Vallmoll, (73 × 158 cm)

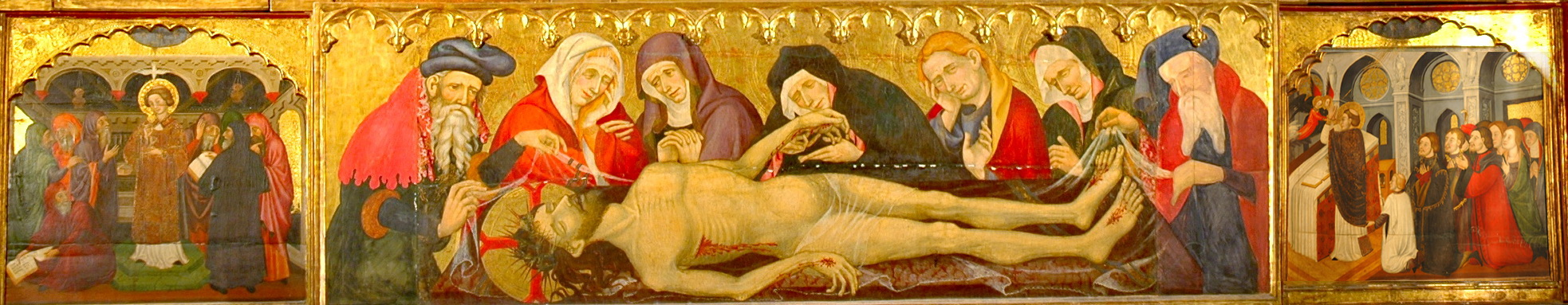
El Plany de Borrassà

Aquesta taula correspon a una predel·la datada cap al 1460. Va ser considerada com la predel·la del Retaule de Vallmoll per Josep Gudiol el 1955, si bé posteriorment no ha comptat amb el suport explícit dels historiadors, tot i constatar-se l'autoria d'Huguet atribuïda el 1936 per Folch i Torres.
Presenta una composició clàssica de l'escena del plany sobre el Cos de Crist abans que es comencés a representar com la pietà amb el cos jacent de Crist sobre els genolls de Maria sedent.
Amb alguna variació en la disposició dels personatges, segueix els cànons de la predel·la del Retaule del Sant Esperit de Lluís Borrassà de 1411, un patró que també s'ha fet servir per a versionar representacions de la Dormició de Maria com la de l'escultor Lluís Bonifaç i Massó amb la seva Mort de la Verge de l'oratori del castell de Valls, avui desapareguda. També el pintor Antoni Viladomat, contemporani de Bonifaç, es va inspirar per la seva Dormició de la Verge de 1730-1745, que va estar a la capella del Roser de l'església de Betlem de Barcelona i actualment està a la biblioteca del Centre Borja de Sant Cugat del Vallès. El mateix Huguet va repetir una composició similar, tot i que d'inferior mida, a la predel·la del Retaule de Sant Bernardí i l'Àngel Custodi i, segons consta al contracte, al Retaule de Ripoll, actualment desaparegut i del qual només es conserven les dues grisalles del revers de la predel·la amb les imatges de Moisès i Melquisedec.
L'estil gòtic internacional en què s'emmarca l'artista posa èmfasi en el dramatisme de les escenes, a través de la representació dels sentiments. Uns personatges que mostren gran tensió anímica, mans crispades i rostres de perfils durs i carregats d'emoció. Als extrems, subjectant el sudari, hi ha Josep d'Arimatea a la capçalera i Nicodem als peus, els dos personatges que varen procurar l'enterrament de Jesús.［Jo 19:38-40］ Porten un nimbe poligonal, símbol que expressa que es tracta de personatges de l'antiga aliança del poble jueu amb Déu, anterior de l'arribada del Messies. La Mare de Déu agafa amb molt de compte el cap del seu Fill mort, mentre el contempla amb el rostre demacrat, barrejant tristor i tensió. Al seu costat Joan Evangelista agafa les mans de Jesús mort mentre mira el seu rostre dolçament. Darrere d'aquests dos personatges hi ha les Tres Maries plorant i pregant.
L'escena se situa al costat mateix de la Creu de la qual només s'observa el seu peu, així com les dues escales utilitzades per a desclavar Jesús. Al fons es representa un paisatge amb la ciutat emmurallada de Jerusalem a l'esquerra, alçant torrelles i muralles enfront d'una plana plena d'arborescències on serpenteja dolçament un riu i ondulen els turons, vers la dreta, on s'alcen altres edificacions. A la representació del cel, Huguet no fa servir el daurat habitual i ho representa de forma realista, fosc i tempestuós, tal com ho va descriure sant Pere als Fets dels Apòstols 2:20: "el sol s'enfosquirà i la lluna es tornarà sang abans no arribi el dia del Senyor, dia gran i resplendent".
Es poden observar semblances físiques entre alguns dels personatges d'aquesta taula i els representats a altres taules d'Huguet. Així, Ruiz Quesada pensa que el model utilitzat com a Crist és el mateix que es va servir com a sant Senén al Retaule dels sants Abdó i Senén, i Folch i Torres associa el Nicodem amb la imatge de prefecte Dacià del Retaule de Sant Vicenç de Sarrià i el sant Joan amb la imatge del botxí que atia el foc al mateix Retaule de sant Vicenç.